# Kokusai Ku-7
Kokusai Ku-7 Manżuru (jap. 真鶴, dosł. Żuraw białoszyi, w kodzie wojsk alianckich - Buzzard) – średni szybowiec wojskowy z okresu II wojny światowej używany przez Cesarską Armię Japońską. Szybowiec charakteryzował się dwubelkowym kadłubem z centralną gondolą kadłubową z dwuosobową kabiną załogi i ładownią, do której sprzęt lub żołnierze dostawali się po odchyleniu do góry tyłu kadłuba.  Ku-7 był największym szybowcem zaprojektowanym w Japonii.

## Historia
Prace projektowe nad szybowcem rozpoczęto w 1942 w wytwórni Nippon Kokusai Koku przy współudziale instytutu naukowo badawczego Uniwersytetu Tokijskiego.  Był to największy szybowiec zaprojektowany w Japonii.
Pierwszy lot prototypu odbył się sierpniu 1944, w warunkach bojowych szybowiec miał być holowany przez bombowce Nakajima Ki-49 lub Mitsubishi Ki-67.  Z powodu złego dla Japonii przebiegu wojny szybowiec nigdy nie został użyty bojowo i nie wyszedł poza fazę eksperymentalną.  Na jego podstawie zbudowano samolot transportowy Kokusai Ki-105.